# Bágyogszovát
Bágyogszovát – wieś i gmina w północno-zachodniej części Węgier, w pobliżu miasta Csorna. Miejscowość leży na obszarze Małej Niziny Węgierskiej, kilkanaście kilometrów od granic słowackiej i austriackiej. Administracyjnie należy do powiatu Csorna, wchodzącego w skład komitatu Győr-Moson-Sopron.
Pierwsza wzmianka o osadzie pochodzi z XIII wieku.
Gmina Bágyogszovát liczy 1321 mieszkańców (2009) i zajmuje obszar 24,06 km².